# Papillon (film, 2017)
Pour les articles homonymes, voir Papillon (homonymie).
Pour plus de détails, voir Fiche technique et Distribution.
Papillon est un film dramatique américano-hispano-tchèque réalisé par Michael Noer, sorti en 2017. Il s'agit de l'adaptation cinématographique du livre présenté comme autobiographique Papillon de Henri Charrière, déjà adapté dans le film homonyme de 1973 de Franklin J. Schaffner.

## Synopsis
En 1930, Henri Charrière, surnommé « Papillon Pouce-coupé », est condamné à perpétuité au bagne en Guyane pour meurtre alors qu'il clame son innocence. Il est d'abord envoyé au bagne de Saint-Laurent-du-Maroni en 1933 (où il rencontre Louis Delga), puis sur l'île Saint-Joseph ou sur l'île du Diable. Papillon n'a alors qu'une idée en tête : l'évasion.

## Fiche technique
Sauf indication contraire, les informations mentionnées dans cette section peuvent être confirmées par la base de données cinématographiques IMDb,  présente dans la section « Liens externes ».
- Titre original : Papillon
- Réalisation : Michael Noer
- Scénario : Aaron Guzikowski, d'après le livre Papillon de Henri Charrière
- Direction artistique : Tom Meyer
- Décors : Tom Frohling et Natasha Gerasimova
- Costumes : Bojana Nikitovic
- Photographie : Hagen Bogdanski
- Montage : John Axelrad et Lee Haugen
- Musique : David Buckley
- Production : Ram Bergman, Roger Corbi, David Koplan et Joey McFarland

Producteurs délégués : Terence Chang, Danny Dimbort, Yan Fisher-Romanovsky, Martin Hellstern, Joshua D. Maurer, Joshua D. Maurer et Kevan Van Thompson
- Sociétés de production : FishCorb Films (Espagne), Red Granite Pictures (États-Unis), Czech Anglo Productions (République tchèque)
- Société de distribution : Bleecker Street (États-Unis) ; Entract Films (Québec), Kinepolis Film Distribution (Belgique), Metropolitan Filmexport (France)
- Pays d'origine :  États-Unis /  République tchèque /  Espagne
- Langues originales : anglais, espagnol
- Format : couleur
- Genres : drame, biographique
- Durée : 133 minutes
- Dates de sortie[2] :
  - Canada : 7 septembre 2017 (Festival international du film de Toronto)
  - France : 15 août 2018
  - États-Unis, Québec : 24 août 2018
- Déconseillé aux moins de 12 ans (certaines scènes risqueraient de troubler la sensibilité des spectateurs).

## Distribution
- Charlie Hunnam (VF : Valentin Merlet ; VQ : Adrien Bletton) : Henri Charrière dit « Papillon »
- Rami Malek (VF : Alexis Tomassian ; VQ : Xavier Dolan) : Louis Delga
- Michael Socha (VF : Stéphane Pouplard) : Julot
- Nikola Kent (VF : Hervé Furic) : Warden Brioulet
- Tommy Flanagan : Masked Breton
- Eve Hewson (VF : Rebecca Benhamour) : Nénette
- Ian Beattie : Toussaint
- Roland Møller (VF : Pascal Casanova ; VQ : Sylvain Hétu) : Celier
- Yorick van Wageningen (VQ : Daniel Picard) : le directeur de la prison
- Joel Basman (VF : Benjamin Bollen) : Maturette
- Nina Seničar : la lépreuse
- Slavko Sobin : El Caiman

## Production

### Genèse et développement
Le scénario s'inspire du livre Papillon présenté à sa sortie comme une autobiographie de Henri Charrière, ancien détenu au bagne guyanais. La véracité de son histoire sera cependant remise en question. L'ouvrage est alors présenté plutôt comme une « biographie (largement) romancée ». Plusieurs des faits présentés comme appartenant à la vie de Charrière seraient en réalité vécus par d'autres détenus comme Marius Jacob, René Belbenoît, Pierre Bougrat, et Charles Brunier. Le livre Henri Charrière aura cependant un immense succès et sera adapté une première fois au cinéma dans Papillon de Franklin J. Schaffner, sorti en 1973. Steve McQueen y incarne Henri Charrière.

### Attribution des rôles
En mai 2016, Charlie Hunnam est annoncé dans le rôle-titre. Rami Malek le rejoint en août 2016. Il décroche le rôle de Louis Delga, incarné par Dustin Hoffman dans la version de 1973.

### Tournage
Le tournage débute en décembre 2016 pour une durée d'environ cinquante jours. Il a lieu dans plusieurs pays d'Europe : Serbie (Belgrade), Monténégro (Kotor, Nikšić, Ulcinj) et l'île de Malte (Il-Kalkara, Ir-Rabat).

## Accueil
Festival et sorties
Papillon est sélectionné dans la catégorie « Special Presentations » et projeté le 7 septembre 2017 au Festival international du film de Toronto au Canada.
En France, il sort le 15 août 2018. Quant aux États-Unis et au Québec, il sort le 24 août 2018.

## Distinction
Sélection
- Festival international du film de Toronto 2017 - « Special Presentations »